# 卡俄斯 (天体)
卡俄斯（小行星19521，1998 WH24）是一顆外海王星天體，被分類為QB1天體。當時是被基特峰國立天文臺4米口徑的望遠鏡所發現的，後來以希臘神話中的原始神混沌（即卡俄斯）來命名該天體。

## 物理性質
卡俄斯反照率是0.050+0.030
−0.016,，絕對星等(H) 為 4.8，直徑 600+140
−130 公里。
2020年11月20日，卡俄斯遮蔽了一顆 16.8星等的恆星。三位觀察者觀測掩星，發現該天體的直徑可能小於600公里。2022年1月14日，天文學家記錄了另一次掩星； 關於該天體的大小、形狀、幾何反照率和自旋軸方向的完整結果尚未發布。2023年9月28日發生另一次掩星，可觀測區域穿過北美洲大部分地區。 超過30位觀測者觀測到了這次掩星.。